# قنات مالک
قنات مالک، یک آبادی از توابع بخش کوهساران، شهرستان راور در استان کرمان ایران است.

## جمعیت
این آبادی در دهستان حرجند قرار دارد و براساس سرشماری مرکز آمار ایران در سال ۱۳۹۵، سکنه دائم آن کمتر از سه خانوار بوده‌است.